# Мирослав Алексић
Мирослав Алексић (Крушевац, 6. август 1978) српски је политичар и земљорадник. Председник је Народног покрета Србије (НПС) и истакнута личност у опозицији председнику Србије Александру Вучићу.
Између 2012. и 2016. био је председник општине Трстеник и у два мандата био посланик Народне скупштине Србије. Пре формирања Народне странке, у различито време био је члан Уједињених региона Србије (УРС) и председник НПС до 2017, када је НПС реорганизован у Народну странку. Године 2023. поново је основао НПС.

## Школовање и каријера
Рођен је 6. августа 1978. године у Крушевцу. Основну и средњу Електротехничку школу завршио је у Трстенику. Вишу пословну школу, смер Порези и царине, завршио је 2000. у Београду, а звање дипломираног економисте стекао је на државном Економском факултету у Косовској Митровици 2010. године.
Мастер академске студије на привредно-правном програму завршио је 2014. године на Правном факултету за привреду и правосуђе у Новом Саду.
Више деценија се са породицом бави пољопривредном производњом, а од 2000. се бави предузетништвом у породичној фирми која је 2003. била један од највећих извозника свеже шљиве из Србије. У тој фирми Алексић је и данас запослен.
Од 2008. до 2015. године био је власник фирме која је у партнерству са нафтном компанијом ОМВ отворила и управљала бензинском станицом у Трстенику.

## Политичко деловање
Алексић је у политику ушао као члан Уједињених региона Србије, као председник локалног одбора.
Политиком, на локалном нивоу, почео је да се бави 2008. године када је обављао функцију директора Дирекције за планирање и изградњу „Трстеник“.
Након локалних избора у Трстенику 2012. године на којима су Уједињени региони Србије освојили највише мандата и праве коалицију са Српском напредном странком, Социјалистичком партијом Србије, Новом Србијом и Партијом уједињених пензионера Србије, Алексић је изабран за председника општине. За време свог мандата издао је декларацију да генетски модификована храна неће бити произвођена на територији општине Трстеник и противио се ископавању никла јер је сматрао да ће то угрозити локална села. Његов мандат се завршио 2016. након локалних избора када су Српска напредна странка, Социјалистичка партија Србије и Српски покрет обнове направили нову коалицију.
Алексић оснива Народни покрет Србије који је 2016. уписан у регистар политичких странака.
На парламентарним изборима 2016. године био је осми на листи Савеза за бољу Србију, коалиција је освојила 13 мандата и од 2016. Алексић постаје народни посланик у Народној скупштини Републике Србије.
Мирослав Алексић је у току посланичког мандата био члан у парламентарним одборима за пољопривреду, шумарство и водопривреду, Косово и Метохију и одбора за права детета. Такође је члан у групама пријатељства за Белорусију, Италију, Кину, Немачку, Пољску, Румунију, Русију, САД, Хрватску, Швајцарску, Словенију и Аустрију.

## Политички ставови

### Косово и Метохија
Против је признања независности Републике Косово, критикујући политику Александра Вучића према Косову и Метохији. Изразио је противљење Охридском споразуму, тврдећи да Србија заузврат „не добија убрзано чланство у ЕУ нити било шта”.

### Европска унија
У новембру 2022. позвао је Европску унију да буде „једнако гласна и по питањима значајним за живот грађана Србије, попут борбе против криминала и корупције и слобода медија, као што је гласна када указује на потребу усаглашавања Србије са спољном и безбедносном политиком ЕУ”.